# Иван Кралов
|  |

## Биография
Роден е в Михайловград на 23 април 1969 г.
"Стремим се да изградим базови познания, които да могат да позволят развитието и трансфера на високите технологии от науката към обществото, бизнеса и регионите. Много голяма част от тях имат изключително важно цивилно приложение и в тях е бъдещето".
|  |

Професор, доктор на техническите науки, инж. Иван Кралов, ТУ София.
Иван Младенов Кралов е български машинен инженер, професор по механика в Техническия университет в София (ТУС) и негов ректор през периода 2019-2025 г. Проф. дн инж. Иван Кралов е координатор по стратегическо развитие на ТУ-София, Член на Управителния съвет на Национален Център за Върхови Постижения по “Мехатроника и чисти технологии” и ръководител на “Вибрационна и акустична лаборатория” в него. Зам. – председател на Съюза на учените в България и председател на секция „Технически науки“ в него.
Проф. Кралов завършва специалност „Технология на машиностроенето и металорежещи машини“ през 1994 г. в ТУ-София. През 1999 г. придобива степен „Доктор“ в специалност „Динамика, якост и надеждност на машините, уредите, апаратите и системите“ в катедра „Механика“ на ТУ-София. От 2006 г. той е доцент, а от 2014 г. е професор по „Приложна Механика“ в същото звено. През 1999 г. проф. Кралов защитава степента „доктор на науките“. Има специализация в Германия през 2007 г.
В периода 2011 – 2019 г. проф. Кралов е заместник-ректор, а в периода 2019 – 2025 г. е ректор на Техническия Университет – София. Носител е на редица награди: златен медал на ТУ-София, кавалер на палмите на министерството на образованието на Франция и др.
Основните му научни постижения са в областта на Приложната механика, Мехатрониката, Техническата акустика, Виброметрията, Зелената и възобновяемата енергия и Чистите технологии. Основните му научни разработки са насочени към развитието на иновативни методи и инженерни решения за вибро и шумозащита, акумулиране и съхранение на енергия от възобновяеми енергийни източници, кинематика и управление на автономни мобилни устройства, динамика, якост и надеждност на енергийни системи и др. Проф. Кралов е ръководител на акредитирана „Вибрационна и акустична лаборатория“ към ЦВП в ТУ-София. 
Ръководител е на научна школа в областта на техническата акустика, приложната механика, мехатрониката, както и акумулирането и съхранението на енергия, има 2 успешно защитили и 4 текущо обучавани докторанта. 
Проф. Кралов е автор и съавтор на над 200 научни публикации, близо 70 от които в SCOPUS и WoS, две монографии (едната на английски), над 15 учебника и учебни пособия (редица от тях на английски), има над 220 цитирания и хирш индекс 7. 
Ръководил е редица национални и международни проекта, и е член на изследователските екипи на десетки такива.
Автор е на 12 патента и полезни модели. 
Проф. Кралов е член е на Федерацията на научно-техническите съюзи, Съвета по иновации към БТПП (2012) и други организации.